# Liste des entraîneurs actuels en NBA

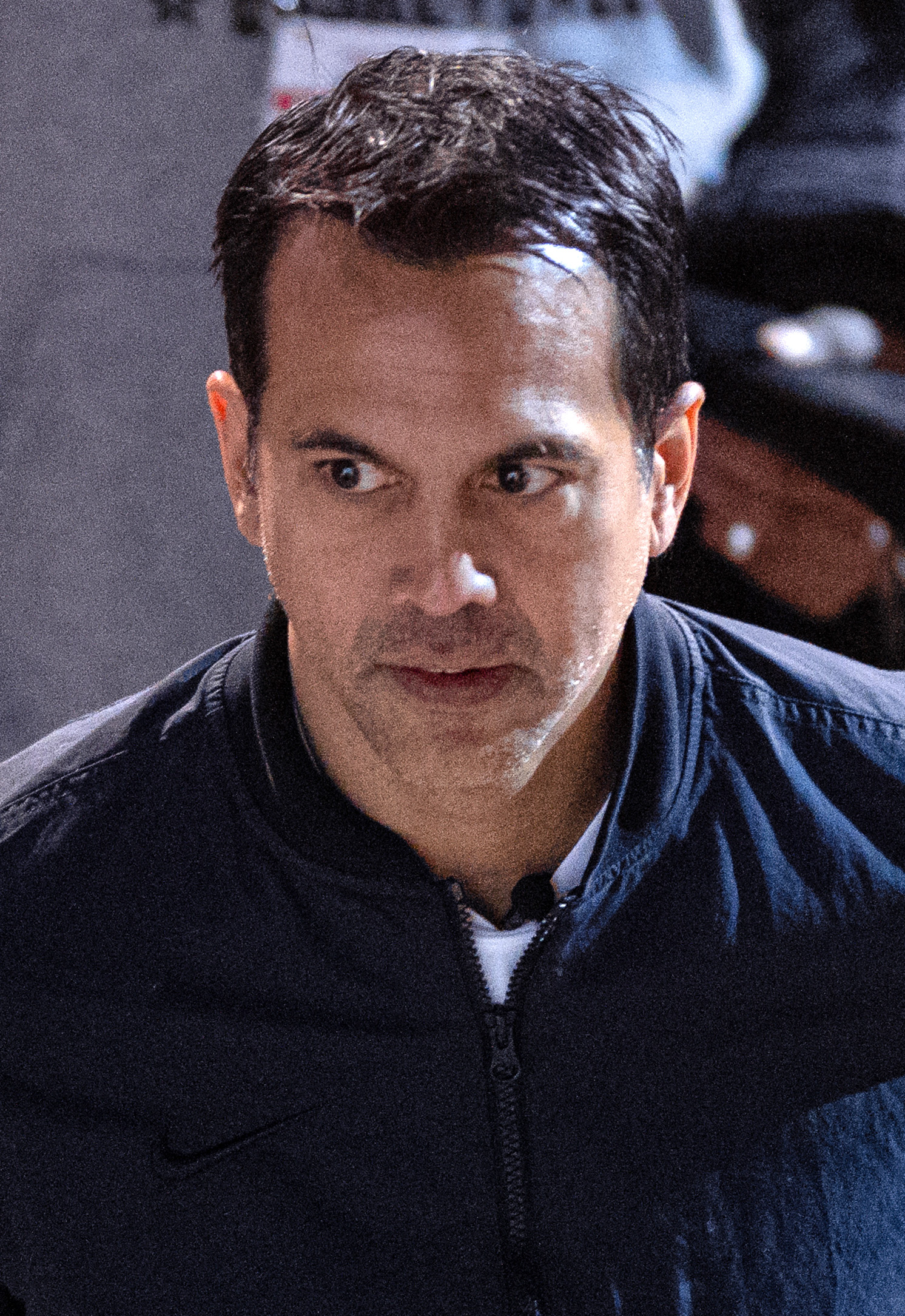
Erik Spoelstra est entraîneur du Heat de Miami depuis 2008.

Cette liste recense les entraîneurs en chef actuels de la National Basketball Association (NBA). La ligue se compose de 30 équipes, dont 29 sont situées aux États-Unis et une au Canada. En NBA, un entraîneur en chef est l'entraîneur le plus haut gradé d'une équipe.
L'entraîneur du Heat de Miami, Erik Spoelstra, est l'entraîneur de la NBA avec le plus d'ancienneté, après avoir été promu lors de la saison 2008-2009. Doc Rivers possède le plus grand nombre de matchs disputés (1 978), ainsi que de victoires (1 162).
Un total de 18 entraîneurs ont passé toute leur carrière d'entraîneur NBA avec leurs équipes actuelles. Spoelstra, Steve Kerr et Joe Mazzulla sont les seuls entraîneurs à avoir remporté un titre NBA avec leurs équipes actuelles, tandis que Rick Carlisle, Tyronn Lue, Nick Nurse et Rivers ont gagné avec leurs anciennes équipes.

## Légende
| MC | Matchs coachés                                             |
| V  | Victoires                                                  |
| D  | Défaites                                                   |
| %V | Pourcentage de victoires                                   |
| *  | A passé toute sa carrière d'entraîneur avec la même équipe |

## Entraîneurs

### Conférence Est
Remarque : Les statistiques sont correctes à l'issue de la saison régulière 2024-2025.
| Entraîneur        | Équipe                 | Division   | Date de début     | MC              | V               | D               | %V              | MC       | V        | D        | %V       | Réf. |
| Entraîneur        | Équipe                 | Division   | Date de début     | Équipe actuelle | Équipe actuelle | Équipe actuelle | Équipe actuelle | Carrière | Carrière | Carrière | Carrière | Réf. |
| ----------------- | ---------------------- | ---------- | ----------------- | --------------- | --------------- | --------------- | --------------- | -------- | -------- | -------- | -------- | ---- |
| Joe Mazzulla*     | Celtics de Boston      | Atlantique | 16 février 2023   | 246             | 182             | 64              | 74 %            | 246      | 182      | 64       | 74 %     | ,    |
| Jordi Fernández*  | Nets de Brooklyn       | Atlantique | 22 avril 2024     | 82              | 26              | 56              | 31,7 %          | 82       | 26       | 56       | 31,7 %   | ,    |
| Mike Brown        | Knicks de New York     | Atlantique | 2 juillet 2025    | -               | -               | -               | -               | 758      | 454      | 304      | 59,9 %   | ,    |
| Nick Nurse        | 76ers de Philadelphie  | Atlantique | 1er juin 2023     | 164             | 71              | 93              | 43,3 %          | 554      | 298      | 256      | 53,8 %   | ,    |
| Darko Rajaković*  | Raptors de Toronto     | Atlantique | 11 juin 2023      | 164             | 55              | 109             | 33,5 %          | 164      | 55       | 109      | 33,5 %   | ,    |
| Billy Donovan     | Bulls de Chicago       | Centrale   | 22 septembre 2020 | 400             | 195             | 205             | 48,8 %          | 800      | 438      | 362      | 54,8 %   | ,    |
| Kenny Atkinson    | Cavaliers de Cleveland | Centrale   | 28 juin 2024      | 82              | 64              | 18              | 78 %            | 390      | 182      | 208      | 46,7 %   | ,    |
| J. B. Bickerstaff | Pistons de Détroit     | Centrale   | 3 juillet 2024    | 82              | 44              | 38              | 53,7 %          | 627      | 299      | 328      | 47,7 %   | ,    |
| Rick Carlisle     | Pacers de l'Indiana    | Centrale   | 24 juin 2021      | 328             | 157             | 171             | 47,9 %          | 1853     | 993      | 860      | 53,6 %   | ,    |
| Doc Rivers        | Bucks de Milwaukee     | Centrale   | 29 janvier 2024   | 118             | 65              | 53              | 55,1 %          | 1978     | 1162     | 816      | 58,7 %   | ,    |
| Quin Snyder       | Hawks d'Atlanta        | Sud-Est    | 26 février 2023   | 185             | 86              | 99              | 46,5 %          | 821      | 458      | 363      | 55,8 %   | ,    |
| Charles Lee*      | Hornets de Charlotte   | Sud-Est    | 9 mai 2024        | 82              | 19              | 63              | 23,2 %          | 82       | 19       | 63       | 23,2 %   | ,    |
| Erik Spoelstra*   | Heat de Miami          | Sud-Est    | 28 avril 2008     | 1359            | 787             | 572             | 57,9 %          | 1359     | 787      | 572      | 57,9 %   | ,    |
| Jamahl Mosley*    | Magic d'Orlando        | Sud-Est    | 11 juillet 2021   | 328             | 144             | 184             | 43,9 %          | 328      | 144      | 184      | 43,9 %   | ,    |
| Brian Keefe*      | Wizards de Washington  | Sud-Est    | 25 janvier 2024   | 121             | 26              | 95              | 21,5 %          | 121      | 26       | 95       | 21,5 %   | ,    |

### Conférence Ouest
Remarque : Les statistiques sont correctes à l'issue de la saison régulière 2024-2025.
| Entraîneur        | Équipe                          | Division   | Date de début    | MC              | V               | D               | %V              | MC       | V        | D        | %V       | Réf. |
| Entraîneur        | Équipe                          | Division   | Date de début    | Équipe actuelle | Équipe actuelle | Équipe actuelle | Équipe actuelle | Carrière | Carrière | Carrière | Carrière | Réf. |
| ----------------- | ------------------------------- | ---------- | ---------------- | --------------- | --------------- | --------------- | --------------- | -------- | -------- | -------- | -------- | ---- |
| David Adelman*    | Nuggets de Denver               | Nord-Ouest | 8 avril 2025     | 3               | 3               | 0               | 100 %           | 3        | 3        | 0        | 100 %    | ,    |
| Chris Finch*      | Timberwolves du Minnesota       | Nord-Ouest | 22 février 2021  | 369             | 209             | 160             | 56,6 %          | 369      | 209      | 160      | 56,6 %   | ,    |
| Mark Daigneault*  | Thunder d'Oklahoma City         | Nord-Ouest | 11 novembre 2020 | 400             | 211             | 189             | 52,8 %          | 400      | 211      | 189      | 52,8 %   | ,    |
| Chauncey Billups* | Trail Blazers de Portland       | Nord-Ouest | 27 juin 2021     | 328             | 117             | 211             | 35,7 %          | 328      | 117      | 211      | 35,7 %   | ,    |
| Will Hardy *      | Jazz de l'Utah                  | Nord-Ouest | 29 juin 2022     | 246             | 85              | 161             | 34,6 %          | 246      | 85       | 161      | 34,6 %   | ,    |
| Steve Kerr*       | Warriors de Golden State        | Pacifique  | 19 mai 2014      | 875             | 567             | 308             | 64,8 %          | 875      | 567      | 308      | 64,8 %   | ,    |
| Tyronn Lue        | Clippers de Los Angeles         | Pacifique  | 20 octobre 2020  | 400             | 234             | 166             | 58,5 %          | 611      | 362      | 249      | 59,2 %   | ,    |
| J. J. Redick*     | Lakers de Los Angeles           | Pacifique  | 24 juin 2024     | 82              | 50              | 32              | 61 %            | 82       | 50       | 32       | 61 %     | ,    |
| Jordan Ott*       | Suns de Phoenix                 | Pacifique  | 4 juin 2025      | -               | -               | -               | -               | -        | -        | -        | -        | ,    |
| Doug Christie*    | Kings de Sacramento             | Pacifique  | 27 décembre 2024 | 51              | 27              | 24              | 52,9 %          | 51       | 27       | 24       | 52,9 %   | ,    |
| Jason Kidd        | Mavericks de Dallas             | Sud-Ouest  | 28 juin 2021     | 328             | 179             | 149             | 54,6 %          | 701      | 362      | 339      | 51,6 %   | ,    |
| Ime Udoka         | Rockets de Houston              | Sud-Ouest  | 25 avril 2023    | 164             | 93              | 71              | 56,7 %          | 246      | 144      | 102      | 58,5 %   | ,    |
| Tuomas Iisalo*    | Grizzlies de Memphis            | Sud-Ouest  | 28 mars 2025     | 9               | 4               | 5               | 44,4 %          | 9        | 4        | 5        | 44,4 %   | ,    |
| Willie Green*     | Pelicans de La Nouvelle-Orléans | Sud-Ouest  | 22 juillet 2021  | 328             | 148             | 180             | 45,1 %          | 328      | 148      | 180      | 45,1 %   | ,    |
| Mitch Johnson*    | Spurs de San Antonio            | Sud-Ouest  | 2 mai 2025       | 77              | 32              | 45              | 41,6 %          | 77       | 32       | 45       | 41,6 %   | ,    |